# Лопатино (Мурашинский район)
Лопатино — опустевшая деревня в составе Мурашинского района Кировской области. 

## География
Находится на расстоянии примерно 30 километров по прямой на юго-запад от районного центра города Мураши.

## История
Деревня известна с 1891 года. В 1905 году здесь было учтено дворов 21 и жителей 151, в 1926 21 и 133, в 1950 36 и 79, в 1989 году 17 жителей . До 2021 года входила в Мурашинское сельское поселение Мурашинского района, ныне непосредственно в составе Мурашинского района.

## Население
Постоянное население  составляло не было учтено как в 2002 году, так и в 2010.